# Кораблево (Вологодская область)
Кораблево — деревня в Череповецком районе Вологодской области.
Входит в состав Абакановского сельского поселения, с точки зрения административно-территориального деления — в Абакановский сельсовет.
Расстояние по автодороге до районного центра Череповца — 33 км, до центра муниципального образования Абаканово — 10 км. Ближайшие населённые пункты — Ботило, Шухободь, Ганино, Ладыгино.
По переписи 2002 года население — 38 человек (18 мужчин, 20 женщин). Преобладающая национальность — русские (84 %).